# جيمس كيليان الابن
جيمس كيليان الابن (بالإنجليزية: James Rhyne Killian) (من مواليد 24 يوليو 1904 - وتُوفي في 29 يناير 1988) هو الرئيس العاشر لمعهد ماساتشوستس للتكنولوجيا من 1948 حتى 1959.

## النشأة
وُلد كيليان في 24 يوليو 1904، في بلاكسبرج، ساوث كارولينا، حيث كان يعمل والده كصانع نسيج. درس كيليان في جامعة ديوك (جامعة ترينيتي سابقاً) لمدة عامين حتى انتقل إلى معهد ماساتشوستس للتكنولوجيا، حيث حصل على بكالوريوس العلوم في إدارة الأعمال والهندسة في عام 1926. وبينما كان كيليان هناك، كان عضوًا في أخوية سيغما تشي.

## حياته المهنية
في عام 1932، أثناء عمله كمحرر لمجلة MIT في مجلة الخريجين Technology Review، لعب كيليان دورًا أساسيًا في تأسيس شركة Technology Press، والتي أصبحت فيما بعد دارًا للنشر المستقل بمعهد ماساتشوستس للتكنولوجيا. أصبح كيليان مساعدًا تنفيذيًا لرئيس معهد ماساتشوستس للتكنولوجيا كارل تايلور كومبتون في عام 1939، وشارك في إدارة عملية زمن الحرب في معهد ماساتشوستس للتكنولوجيا، التي دعمت بقوة البحث والتطوير العسكريين. شغل منصب الرئيس العاشر لمعهد ماساتشوستس للتكنولوجيا من 1948 حتى 1959. وفي عام 1956، تم تعيين جيمس آر. كيليان جونيور كرئيس أول للمجلس الاستشاري للمخابرات الخارجية للرئيس الجديد من قبل إدارة أيزنهاور، وهو المنصب الذي شغله حتى أبريل 1963.
حصل كيليان على إجازة من معهد ماساتشوستس للتكنولوجيا كمساعد خاص للعلوم والتكنولوجيا للرئيس دوايت أيزنهاور من 1957 إلى 1959، مما جعله أول مستشار علمي حقيقي للرئاسة. ترأس كيليان لجنة كيليان وأشرف على إنشاء اللجنة الاستشارية العلمية للرئيس، وبعد فترة قصيرة من إطلاق الأقمار الصناعية السوفيتية، سبوتنيك 1 وسبوتنك 2، في أكتوبر ونوفمبر 1957. كانت اللجنة الاستشارية العلمية مفيدة في بدء إصلاح المناهج الدراسية الوطنية في العلوم والتكنولوجيا وفي إنشاء الإدارة الوطنية للملاحة الجوية والفضاء (ناسا) (NASA).
في عام 1956 حصل كيليان على وسام الرفاه العام من الأكاديمية الوطنية للعلوم. شارك في تأليف كتاب بعنوان «تعليم رئيس الكلية» (1985) ، الذي كان بمثابة سيرة ذاتية أيضًا. بعد تنحيه كرئيس لمعهد ماساتشوستس للتكنولوجيا في عام 1959، شغل كيليان منصب رئيس مؤسسة MIT من عام 1959 حتى عام 1971.

## وفاته
توفي كيليان في 29 يناير 1988، في كامبريدج، ماساتشوستس.

## إرثه
يحمل موقعان في حرم معهد ماساتشوستس للتكنولوجيا اسم كيليان: ساحة كيليان، وهي ساحة فناء تصطف على جانبيها الأشجار تطل على القبة الكبرى في معهد ماساتشوستس للتكنولوجيا، وقاعة كيليان؛ وهي قاعة للحفلات الموسيقية (تمت تسميتها بالفعل باسم زوجة كيليان، إليزابيث باركس كيليان، وهي خريجة كلية ويلسلي).

## روابط خارجية
- جيمس كيليان الابن على موقع الموسوعة البريطانية (الإنجليزية)
- جيمس كيليان الابن على موقع مونزينجر (الألمانية)

- Killian, James Rhyne, "The Obligations and Ideals of an Institute of Technology", The Inaugural Address, Tenth President of the Massachusetts Institute of Technology, April 2, 1949
- Official MIT biography
- Welzenbach, Donald E., "SCIENCE AND TECHNOLOGY: ORIGINS OF A DIRECTORATE", March 15, 1953. Discussion of Killian's involvement with the وكالة المخابرات المركزية and Pres. Eisenhower
- Records of the White House Office of the Special Assistant for Science and Technology, Dwight D. Eisenhower Presidential Library